# Devonshire-Klasse
Die Devonshire-Klasse war eine Schiffsklasse von sechs Panzerkreuzern der Royal Navy.

## Entwurfsgeschichte
Die Devonshire-Klasse (County-Typ, zweite Baugruppe) wurde im Kreuzerbau-Programm von 1901 autorisiert und aus dem Etat 1902/03 bezahlt (Baukosten pro Schiff rund 850.000 Pfund Sterling). Sie stellte eine leicht vergrößerte und anders bewaffnete Variante der vorangehenden Monmouth-Klasse dar (County-Typ, erste Baugruppe). Der Konstrukteur Sir William Henry White (1845–1913) war wegen der schwachen Hauptbewaffnung der Monmouth kritisiert worden: „Sir William White hat die County Klasse […] zwar recht gut konstruiert, dabei aber die Geschütze vergessen“ (Zitat von Admiral John Arbuthnot Fisher, 1849–1921, seinerzeit Erster Seelord). Um diese Schwäche zu korrigieren, wurde die zweite Baugruppe des County-Typs um 1000 ts vergrößert und mit einer neuen, schwereren Hauptbewaffnung versehen, wobei ein gewisser Geschwindigkeitsverlust akzeptiert wurde.
Nachdem die Monmouth-Klasse nur mittlere Geschützkaliber (14 × 6 Zoll) als Hauptbewaffnung geführt hatte, kamen nun wieder schwere Kaliber (4 × 7,5 Zoll) an Bord. Die Mittelartillerie umfasste nur noch sechs 6-Zoll-Geschütze, die zudem überwiegend in niedrigen und bei Seegang unbenutzbaren Kasematten aufgestellt waren. Ursprünglich war geplant gewesen, nur die beiden 6-Zoll-Doppeltürme der Monmouth-Klasse gegen 7,5-Zoll-Einzeltürme auszutauschen, doch die Kritik an der Unterbewaffnung der County-Klasse führte zur nachträglichen Entscheidung, während des Baus die beiden vorderen 6-Zoll-Kasemattenpaare durch zwei weitere 7,5-Zoll-Türme in Flügelaufstellung zu ersetzen. (Breitseite: 3 × 7,5 Zoll, 3 × 6 Zoll). Auch die Panzerung wurde durch höhere Maximaldicke und Länge des Gürtelpanzers (allerdings bei Verringerung um 30,5 cm in der Höhe) und stärkere Kasemattpanzerung leicht verbessert.
Äußerlich waren die Schiffe gegenüber den Vorgängern bei sonst grundsätzlicher Ähnlichkeit neben den anderen Geschütztürmen vor allem daran zu erkennen, dass sie vier statt drei Schornsteine hatten.
Die Klasse hatte insgesamt einen hohen Kohleverbrauch, und die experimentelle gemischte Kesselanordnung bewährte sich langfristig nicht. Daher wurden die Schiffe im Frieden größtenteils im Kanal und in den Heimatgewässern gehalten (Ausnahmen: HMS Hampshire, Mittelmeer und China-Station, und Carnarvon, Mittelmeer).
Die Kriegseinsätze der Klasse verliefen unspektakulär, lediglich HMS Carnarvon wurde aufgrund der Teilnahme an der Falklandschlacht 1914 bekannt. Argyll lief im Oktober 1915 vor Bell Rock (Schottland) auf einen Felsen und wurde Totalverlust, die Hampshire lief im Juni 1916, wenige Tage nach der Skagerrak-Schlacht, vor den Orkney-Inseln auf eine deutsche Mine und sank unter hohen Personalverlusten (darunter der eingeschiffte britische Kriegsminister Lord Kitchener). Die anderen vier Einheiten überlebten den Weltkrieg und wurde kurz danach abgewrackt.

### Antrieb
Eine Besonderheit war die experimentelle Antriebsanlage, die mit einer Mischung von zylindrischen Kesseln und Wasserrohrkesseln arbeitete. Alle Schwesterschiffe hatten unterschiedliche Typen, Hersteller und teils auch Kesselzahlen, um Vergleichsergebnisse zu erhalten. Die Carnarvon hatte 17 Niclausse-Wasserrohr-Kessel in den vorderen drei Kesselräumen und sechs zylindrische Kessel im achteren Kesselraum. Die Gesamtheizfläche betrug 5100 m².
Die gemischte Anordnung bewährte sich nicht. Zwar wurden auf den Probefahrten noch gute Werte erreicht, wobei die Carnarvon überdurchschnittlich abschnitt und mit 21,43 kn (80 % Leistung, 15.212 ihp über 30 Stunden) und 23,3 kn (volle Leistung, 21.489 ihp über 8 Stunden, Druck 200 psi) die Entwurfswerte übertraf. Im Friedenseinsatz wurden zunächst auch noch 22,1 kn erreicht. Die Werte sanken aber wegen der ungleichen Abnutzung rasch auf unter 20 Knoten, was bei den steigenden Geschwindigkeiten der moderneren Schiffe unakzeptabel wurde. Außerdem war der Kohleverbrauch außergewöhnlich hoch, Zahlen zur Seeausdauer wurden nie veröffentlicht. Die Carnarvon erhielt im Krieg eine Einrichtung für teilweise Ölfeuerung mit 250 Tonnen Ölvorrat (Kohlevorrat seitdem nur noch maximal 1600 Tonnen).

### Panzerung
Die Panzerung war gegenüber den Vorgängern nur leicht verbessert. Der Seitenpanzer war 15,2 cm stark, insgesamt 99,06 m lang und 3,20 m hoch. Im Bugbereich war er allerdings auf 5,1 cm verringert, die volle Stärke hatte er nur auf 75 m Länge. Der Panzer war auch nach unten nicht getäpert, sondern in voller Dicke ausgeführt. Das Panzerdeck war 5,1 cm stark. Die Barbetten waren mit 15,2 cm oder 12,7 cm geschützt, die Kasematten mit 15,2 cm, der Kommandoturm vorn mit 30,5 cm. Die Aufzugsschächte waren 7,6 cm stark gepanzert, die Schotten teils auf 15,2 cm verstärkt. Es gab 18 wasserdichte Unterabteilungen. Alle Panzerungen waren mit Krupp-Stahl ausgeführt. Rumpfstruktur und Panzer hatten ein Gesamtgewicht von 6665 ts. Der Rest des Schiffsgewichts entfiel auf Antrieb, Waffen, Vorräte und Ausrüstung.

### Waffen
Die Hauptbewaffnung setzte sich zusammen aus vier Rohren Kaliber 7,5 Zoll (19,1 cm) L/45 Mk.I (B) in vier Einzeltürmen und sechs Rohren Kaliber 6 Zoll (15,2 cm) L/45 Mk. VII in Kasematten (davon vier in bei Seegang unbrauchbaren Hauptdeck-Positionen).
Die 7,5-Zoll-Rohre wogen 14 Tonnen, das Geschossgewicht betrug 90,7 kg und die Mündungsgeschwindigkeit 792 m/s. Die Durchschlagskraft lag bei 14,6-cm-Panzerung in 5000 yards (4570 m) Gefechtsentfernung und 19,1-cm-Panzerung in 3000 yards (2740 m). Die Schusswinkel betrugen für die beiden Endtürme je 270 Grad, für die beiden Flügeltürme nur je 120 Grad (von fast voraus bis leicht achterlich).
Die 6-Zoll-Rohre wogen 7,4 Tonnen, verschossen Granaten mit einem Gewicht von 45,3 kg und erreichten eine Mündungsgeschwindigkeit von 773 m/s. Die durchschlagenen Panzerdicken lagen allerdings nur bei 7,6 cm und 11,4 cm (5000/3000 yards). Die Geschütze auf dem Hauptdeck wurden 1917 auf das Oberdeck verlegt (siehe Abschnitt „Umbauten“).
Insgesamt war die Hauptbewaffnung damit nur eine sehr begrenzte Verbesserung gegenüber den 14 6-Zöllern auf der Vorgänger-Klasse. Die Breitseitengewichte blieben gleich (408 kg), aber die Gesamtfeuerkraft sank, da die 6-Zöller eine Kadenz von sieben Schuss pro Minute hatten, die 7,5-Zöller aber nur von zwei bis drei Schuss pro Minute. Für die schwereren Geschütze sprach damit nur ihre höhere Reichweite und Durchschlagskraft, die allerdings mit vielen Nachteilen erkauft und für die Jagd auf meist schwach gepanzerte Handelsstörer – die Hauptaufgabe der Klasse – kaum besonders relevant war.
Die Türme der Hauptbewaffnung wurden hydraulisch betrieben (anders als auf der Vorgängerklasse, dort elektrisch), die Munitionsversorgung (Schwere Artillerie und Mittelartillerie) war elektrisch.
Die Sekundärbewaffnung umfasste zwei 12-Pfünder mittschiffs am Oberdeck und 18 teils abbaubare 3-Pfünder. Zwei Torpedorohre Kaliber 45,7 cm unter der Wasserlinie waren vorhanden, kamen aber nie zum Einsatz.

### Umbauten und Wertung
Größere bauliche Änderungen fanden vor dem Krieg nicht statt, lediglich wurde um 1910 im Vormars ein neuer Suchscheinwerfer installiert und die Plattformen überdacht.
In der zweiten Kriegshälfte wurden – wie bei allen überlebenden Panzerkreuzern der Royal Navy mit Hauptdeckskasematten – die vier 6-Zoll-Geschütze in den tief liegenden und schon bei geringem Seegang unbenutzbaren Hauptdeckskasematten ausgebaut und stattdessen hinter Schilden auf dem Oberdeck aufgestellt (ein Paar mittschiffs, ein Paar etwas weiter achtern, vor den achteren Oberdeck-Kasematten). Die Anzahl der Dreipfünder wurde auf acht reduziert, dafür kamen fünf Maschinengewehre (plus ein bewegliches für ein Beiboot) und zwei U-Boot-Abwehrkanonen an Bord.
Insgesamt erwies sich die Umkonstruktion der County-Klasse als misslungen. Mit nur vier 19,1-cm-Geschützen war die Klasse nach wie vor zu schwach bewaffnet, zudem hatten die Flügeltürme beschränkte Schussfelder. Die ursprüngliche Klasse nur mit 15,2-cm-Rohren war hingegen wenigstens zur Jagd auf Handelsstörer und kleine Kreuzer geeignet, da ihre Bewaffnung hierfür völlig ausreichte und sie auch unter Kriegsbedingungen hohe Fahrtstufen halten konnten (die Kent beispielsweise übertraf beim Verfolgungsgefecht vor den Falklandinseln die 25-kn-Marke). Daher spielten die Schiffe der Devonshire-Klasse im Krieg nur eine geringe Rolle.

## Die Schiffe derDevonshire-Klasse
| Schiff     | Bauwerft                                        | Kiellegung        | Stapellauf         | Fertigstellung    | Schicksal                                 |
| ---------- | ----------------------------------------------- | ----------------- | ------------------ | ----------------- | ----------------------------------------- |
| Hampshire  | Armstrong, Elswick Maschinen von Hawthorn       | 20. August 1902   | 24. September 1903 | 15. Juli 1905     | am 5. Juni 1916 gesunken                  |
| Antrim     | John Brown, Clydebank                           | 27. August 1902   | 8. Oktober 1903    | 23. Juni 1905     | zum Abbruch verkauft am 19. Dezember 1922 |
| Carnarvon  | Beardmore, Govan Maschinen von Humphrys         | 1. Oktober 1902   | 17. Oktober 1903   | 29. Mai 1905      | zum Abbruch verkauft am 8. November 1921  |
| Roxburgh   | London & Glasgow Shipbuilding Co.               | 13. Juni 1902     | 9. Januar 1904     | 5. September 1905 | zum Abbruch verkauft am 8. November 1921  |
| Argyll     | Scotts, Greenock Maschinen von Greenock Foundry | 1. September 1902 | 3. März 1904       | Dezember 1905     | am 23. Oktober 1915 gesunken              |
| Devonshire | Chatham Dockyard Maschinen von Thames Ironworks | 25. März 1902     | 30. April 1904     | 24. August 1905   | zum Abbruch verkauft am 9. Mai 1921       |